# 武宁军节度使
武宁军节度使，又称徐泗节度使，為唐朝、五代在今江苏省北部设立的節度使。
782年（唐建中三年）设徐海沂密都团练观察使，治徐州，实为淄青李纳控制，784年（唐興元元年）废除。
788年（唐貞元四年）十一月设徐泗濠节度使。800年（唐貞元十六年），废除，泗州、濠州改归淮南节度使。805年三月设立武宁军节度使，下辖徐州、泗州、濠州，治徐州。809年，增加宿州。821年宿州归淮南节度使。824年十一月，降为徐泗观察使。827年七月，恢复武宁军节度使。833年增加宿州。862年八月，废除武宁军，徐州归兖海节度使，濠州归淮南节度使，宿州、泗州另设观察使。863年十一月，设立徐泗都团练观察处置使，下辖徐州、泗州、濠州。869年，为徐泗节度使，增加宿州。870年六月，为徐州观察使，下辖徐州、濠州、宿州。870年十一月，建号感化军，下辖徐州、宿州、泗州，875年罢泗州，894年六月，恢复名武宁军。
五代初，武寧軍為後梁所據，仍轄徐州、宿州。之後，後唐、後晉、後漢、後周相繼因之。北宋初，宋太祖趙匡胤相繼解除地方節度使的兵權及地方管轄權力。

## 歷任
- 李洧（782年）
- 高承宗（782年—784年）
- 高明应（784年—788年）
- 张建封（788年—800年）
- 韦夏卿（800年，未任）
- 郑通诚（800年）
- 李谅（800年）（遥领）
- 张愔（800年—806年）
- 王绍（806年—811年）
- 李（811年—818年）
- 李愬（818年—820年）
- 崔群（820年—822年）
- 王智兴（822年—832年）
- 李听（832年）（未任）
- 高瑀（832年—833年）
- 崔珙（833年—836年）
- 薛元赏（836年—841年）
- 李彦佐（841年—843年）
- 田牟（843年—847年）
- 李廓（848年—849年）
- 卢弘止（卢弘正）（849年—850年）
- 郑涓（850年—852年）
- 康季荣（852年—854年）
- 田牟（854年—858年）
- 康季荣（858年—859年）
- 田牟（859年—861年）
- 温璋（861年—862年）
- 王式（862年）
- 孟球（864年—865年）
- 薛绾（865年—866年）
- 崔彦曾（866年—868年）
- 庞勋（868年）（自称）
- 张玄稔（868年）
- 王晏权（869年）
- 曹翔（869年）
- 夏侯瞳（870年）
- 薛崇（870年—873年）
- 郭铨（871年—872年）
- 薛能（873年—875年、876年—878年）
- 支详（878年—882年）
- 时溥（882年—893年）
- 刘崇望（891年）（未任）
- 孙储（893年）（未任）
- 庞师古（893年）
- 張廷範（894年—896年）
- 张存敬（896年）
- 庞师古（897年）
- 朱瑾（897年）（遥领）
- 王敬荛（897年—902年）
- 冯弘铎（902年—903年）
- 朱友恭（903年—904年）
- 杨师厚（904年—905年）
- 张慎思（905年—907年）
- 王殷（912年—914年）
- 朱友璋（914年—915年）
- 李绍荣（923年—924年）
- 李绍真（924年—926年）
- 安元信（926年—927年）
- 房知温（927年—930年）
- 张虔钊（930年—931年）
- 李敬周（931年—933年）
- 张敬达（933年—935年）
- 安彦威（936年—937年）
- 苌从简（937年—939年）
- 侯益（939年—940年）
- 李从温（940年—943年）
- 赵在礼（943年—945年）
- 符彦卿（945年—947年）
- 王周（947年—948年）
- 刘承赟（948年—950年）
- 王彦超（951年）
- 王晏（951年—954年）
- 武行德（954年—957年）
- 向训（957年）
- 郭从义（957年—963年）
- 高继冲（963年—973年）
- 王全斌（976年—977年）

另高实亦曾任唐武宁军节度使，但任期待考。